# Love Live! School Idol Festival
Love Live! School Idol Festival (яп. ラブライブ! スクールアイドルフェスティバル Рабу Раибу! Суку:ру Аидору Фэсутибару) — бесплатная ритм-игра, разработанная KLab и выпущенная компанией Bushiroad для мобильных устройств под управлением iOS 15 апреля 2013. Релиз версии для устройств под управлением Android состоялся 8 июня того же года.
В игре необходимо открывать новые песни путем получения опыта и прохождения сюжетной линии, выполненной в виде визуальной новеллы, собирать коллекцию из карт, персонажей франшизы «Love Live!», которые, в зависимости от своих характеристик, позволяют набрать больше очков во время проигрывания песен. 14 октября 2016 разработчик игры сообщил о достижении планки в 30 миллионов игроков.
31 января 2023 года было объявлено, что игра закроет свои сервера 31 марта 2023 года.